# Казаневский, Владимир Адольфович
Влади́мир Адо́льфович Казане́вский (род. 24 июля 1950 года, Лебедин) — советский и украинский художник-карикатурист, лектор по теории искусства карикатуры. Сооснователь и член правления Киевского клуба карикатуристов «Архигум».

## Биография
В школе по рисованию у Владимира были плохие отметки и вначале он писал юмористические рассказы. Первый рисунок опубликовал в издании «Комсомольское знамя».
В течение восьми лет работал на радиозаводе в Киеве. Создание карикатур стало и хобби и работой. Живёт и работает в Киеве.

## Семья
- Сын — Вячеслав Владимирович Казаневский (род. 13 июля 1983 года, Киев) — художник. Окончил Республиканскую художественную школу в г. Киев и Национальную академию живописи и архитектуры. Учился также в Академии искусств г. Лювен (Бельгия) в мастерской Пол ван Эйка. Провёл персональные выставки живописи в г. Лювен (Бельгия), Киев и Полтава.

## Выставки
Художник провёл персональные выставки карикатур в ряде стран, таких как: Бельгия, Сербия, Венгрия, США, Япония, Иран, Хорватия, Украина.
Работы хранятся в коллекциях в США, Швейцарии, Франции, Бельгии, России.

## Лектор
Первую статью о советской карикатуре прочитал на Гавайских островах ещё в 1989-м. Выступал с лекциями:
- Гавайи, США (1989);
- 10-й Международный конгресс юмора (Университет Парижа VIII, Париж, Франция; 1992);
- Международная конференция по юмору и смеху (лицей де Garcons, Люксембург; 1993);
- Международная конференция юмора (Колледж Святого Имени, Окленд, штат Калифорния; 1999);
- Международная конференция юмора (Kansai университет, Осака, Япония (2000);
- 3-й Международный фестиваль карикатур (Анкара, Турция; 1998);
- Иранский дом карикатуры (Тегеран, Иран; 2001).

## Публикации
- Альбом «Головы»; ISSN Softcover 0868-7161. 132 стр.[10]
- Альбом «Воспоминания пожилого Амура»;
- Альбом «Шея» (на Украине);
- Альбом «Homo Gibber» (в Швейцарии);
- Сборник карикатур в серии «Modern World Cartoonist» (в Китае);
- The history of the cartoon in the USSR. 1995;[11][12].
- Автор множества печатных трудов для международных конференциях[13][14].